# Hội chứng động mạch chủ cấp tính
Hội chứng động mạch chủ cấp tính (acute aortic syndrome -AAS) mô tả một loạt các bất thường nghiêm trọng, đau đớn, có khả năng đe dọa tính mạng của động mạch chủ. Chúng bao gồm bóc tách động mạch chủ, huyết khối nội nhãn và xâm nhập loét động mạch chủ. AAS có thể được gây ra bởi một tổn thương trên thành động mạch chủ liên quan đến môi trường tunica, thường là trong động mạch chủ thấp. AAS có thể dẫn đến hội chứng mạch vành cấp tính. Thuật ngữ này được giới thiệu vào năm 2001.

## Nguyên nhân
Nguyên nhân của nó có thể bao gồm bóc tách động mạch chủ, tụ máu nội nhãn, loét xơ vữa động mạch hoặc phình động mạch ngực trở nên không ổn định. Các nguyên nhân tiềm ẩn của AAS là đe dọa tính mạng và có các triệu chứng tương tự, gây khó khăn cho việc phân biệt nguyên nhân cuối cùng, mặc dù chụp cắt lớp vi tính với độ phân giải cao và độ tương phản cao có thể được sử dụng.

## Chẩn đoán
Tình trạng này có thể được bắt chước do một nang bị vỡ của màng ngoài tim, vỡ phình động mạch chủ  và hội chứng mạch vành cấp tính.
Chẩn đoán sai được ước tính là 39% và có liên quan đến việc trì hoãn chẩn đoán chính xác và điều trị không đúng cách với thuốc chống đông máu tạo ra chảy máu quá nhiều và thời gian nằm viện kéo dài.

## Xử lý
Hội chứng này đe dọa tính mạng, với tỷ lệ tử vong cao nếu chuyển sang cấp tính, chỉ giảm khi được chẩn đoán sớm và điều trị bởi bác sĩ phẫu thuật có chuyên môn đáng kể. Nếu bệnh nhân sống sót sau khi xuất hiện cấp tính, trong vòng ba đến năm năm 30% sẽ phát triển các biến chứng và cần theo dõi chặt chẽ. Chẩn đoán sớm là điều cần thiết cho sự sống còn và xử lý bệnh là một thách thức mặc dù nhận thức lớn hơn về hội chứng và cải thiện các chiến lược quản lý đang cải thiện kết quả của bệnh nhân.